# Eskişehir Basket Spor Kulübü
L'Eskişehir Basket S.K. è stata una società cestistica avente sede ad Eskişehir, in Turchia.
Fondata nel 2006 con il nome di Olin Edirne Basketbol, nel 2014 si trasferisce da Edirne, assumendo la denominazione attuale. Giocava nel campionato turco.
Disputano le partite interne nella Anadolu University Sports Hall, che ha una capacità di 2.000 spettatori.